# Aristocypha quadrimaculata
Aristocypha quadrimaculata är en trollsländeart som först beskrevs av Selys 1853.  Aristocypha quadrimaculata ingår i släktet Aristocypha och familjen Chlorocyphidae. Inga underarter finns listade i Catalogue of Life.